# Akhenaton

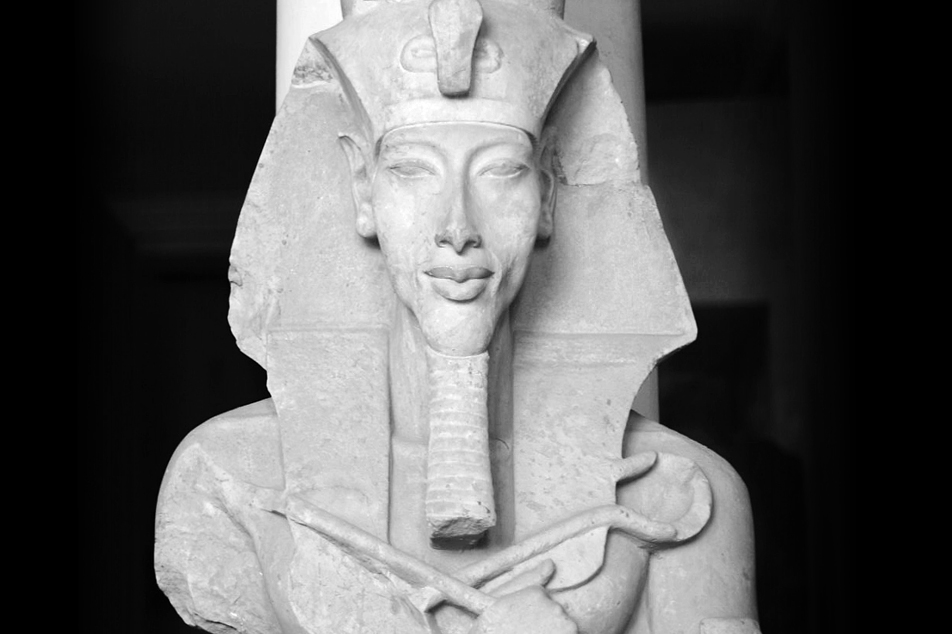
Akhenaton.

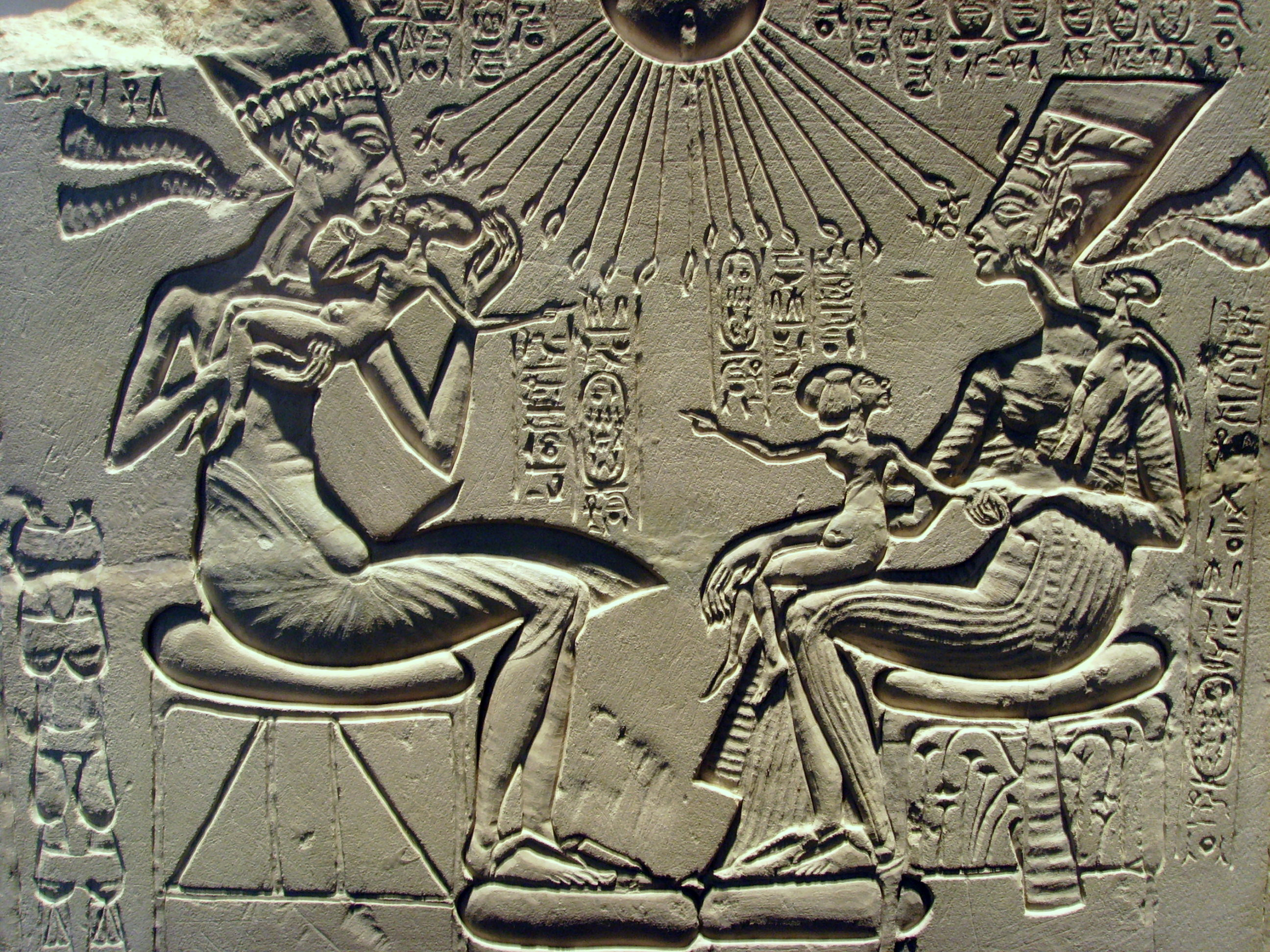
Akhenaten och Nefertiti med sina barn

Akhenaton, innan sitt femte regeringsår Amenhotep IV, även Echnaton samt varianter som slutar med -aten; på engelska vanligen Akhenaten, var en egyptisk farao under den 18:e dynastin år 1351–1334 f.Kr. Han föddes någon gång mellan 1369 och 1362 f.Kr. och var sannolikt runt 35 år när han dog. Följaktligen var han mellan 10 och 17 år vid trontillträdet.
Han är känd för att ha förbjudit den egyptiska polyteismen och istället infört monoteismen vilket innebar dyrkan av Aton. Därmed avskaffades Amon-Ra som huvudgud i det forntida Egypten. Akhenaton anlade huvudstaden "Atons horisont", det nuvarande Amarna, som dominerades av fyra Atontempel.
Efter hans död återgick landet till den gamla religionsordningen och rasande Amon-präster avlägsnade alla spår av Akhenaton, med stöd särskilt under farao Horemheb.

## Gemål
Akhenatons gemål var Nefertiti (1380–1331 f.Kr.), som kan ha varit medregent och möjligen dessutom ha regerat som härskare under ett par år efter sin makes död.
Nefertiti anses vara en av de vackraste kvinnorna någonsin, vilket påvisas genom att målningar, fresker och byster uppvisar en strålande skönhet vid en tidpunkt då den egyptiska konsten, den "groteska stilen" (Amarnastilen) avbildade människor exakt som de såg ut, utan några försköningar. Hennes make och konung, Akhenaton, har till exempel avbildats så att en tänkbar förklaring under en tid var att han led av Marfans syndrom.

## Begravningsplats
Den kungliga familjen från denna tid begravdes i Amarna, men flyttades senare till Konungarnas dal. I grav KV55 fann man 1907 en kunglig kista med mumie. Namnet hade hackats bort på den förgyllda träkistan. Efter CT-skanning 2010, DNA-tester, och blodgruppsanalyser, anses denna mumie vara kung Akhenaton. Tydligt ser man släktskapet med Tutankhamon, son till Akhenaton. De har båda flera ärftliga anatomiska missbildningar, bland annat gomspalt och skolios.

## Biografi

### Utbildning i solteologi
Akhenaton var son till Amenhotep III och Teje. Han hade en äldre bror, Thutmose (Djhutmose), som uppfostrades till att bli Egyptens näste farao. Den blivande Akhenaton hade en ganska behaglig barndom, och fick från åtta eller nio års ålder prästutbildning i On, Heliopolis, som även lärde ut mysterierna i solteologin. Thutmose tros ha hunnit samregera med sin far, Amenhotep III. Thutmose avled dock före sin far, och då stod den blivande Akhenaton näst i tur enligt successionsordningen. Han besteg tronen efter sin far och blev Amenhotep IV. Han gifte sig med Nefertiti, som han efter några år lät upphöja till medregent, vilket var mycket ovanligt. Amenhotep IV ändrade sitt namn under sitt sjätte regeringsår till Akhenaton och skapade en kult kring solguden Aton (Atun, Aten), ett namn på en dittills mindre solgud som ordagrant betyder "skiva", och som syftade på solskivan. Under sitt 17-åriga styre lyfte han fram guden Atons betydelse framför den tidigare mer betydande Amun-Re. Han förbjöd dyrkan av de gamla gudarna och införde en form av monoteism. Aton, som var namnet på solguden, blev under hans regim den främste och enda gudomen i Egypten. Det var ur dyrkan av Aton som Amenhotep IV under sitt femte år som farao kom att anta namnet Akhenaton, som betyder Han som tjänar Aton.
Akhenatons beslut fick vittgående konsekvenser. De höga präster som tjänat Amun-Re hade successivt skaffat sig allt mer makt. Under Akhenatons fars regeringstid hade de i princip blivit mäktigare än faraon. Akhenaton använde nu armén till att stänga Amun-templen och en ansenlig del av prästerskapets markegendomar beslagtogs och förstatligades och mark delades ut till de jordlösa i Atons namn. En omtvistad fråga är huruvida Akhenaton delade sina första regeringsår (upp till sitt tolfte regeringsår) tillsammans med sin far. I så fall måste Amenhotep III ha godkänt en del av sin sons politik, och sonen måste ha lärt av sin far Amenhotep III att prästerna gradvis hade tillskansat sig så mycket makt att balansen i Egypten hotades, och att farao höll på att göras till en marionett som utförde sina religiösa plikter enbart för syns skull. Tolkningen av Akhenaton har de senaste 100 åren varierat från att vara en religiös idealist till en kallhamrad realpolitiker.
En kort tid efter Akhenatons död avskaffade hans son Tutankhamon (ursprungligen Tutankhaton) monoteismen, förmodligen under inflytande av äldre rådgivare, installerade de gamla gudarna och flyttade landets huvudstad tillbaka till Thebe.

## De kungliga namnen
| E1 · D40 | N29 | A28 | S9 |

| E1 · D40 | N29 | A28 | S9 |

| i | t · n · N5 | mr |

| i | t · n · N5 | mr |

| wr · r | sw | t · n | i | i | m | i | t · p | Q1 | t · Z2 |

| wr · r | sw | t · n | i | i | m | i | t · p | Q1 | t · Z2 |

| wr · r | sw | i | i | Aa15 · N27 | i | t · n · N5 |

| wr · r | sw | i | i | Aa15 · N27 | i | t · n · N5 |

| U39 | Y1 | N28 · Z2 | m | O28 | W24 · O49 | M27 |

| U39 | Y1 | N28 · Z2 | m | O28 | W24 · O49 | M27 |

| U39 | r · n | V10 · n | i | t · n · N5 |

| U39 | r · n | V10 · n | i | t · n · N5 |

| ra | nfr | xpr | Z3 | ra · wa · n |

| ra | nfr | xpr | Z3 | ra · wa · n |

| ra | nfr | xpr | Z3 | ra · wa · n |

| ra | nfr | xpr | Z3 | ra · wa · n |

| i | mn · n | Htp | R8 | S38 | R19 |

| i | mn · n | Htp | R8 | S38 | R19 |

| i | t · n · ra | G25 | x · n |

| i | t · n · ra | G25 | x · n |

## Utmärkelser
Asteroiden 4415 Echnaton är uppkallad efter honom.

### På svenska
- Echnatons hymner till solen: liturgi och böner från farao Amenhotep IV och hans trogna: från 1300-talet före Kristus (tolkade och kommenterade av Åke Ohlmarks, Eden, 1963)